# St. Johann im Walde
St. Johann im Walde é um município da Áustria, situado no distrito de Lienz, no estado do Tirol. Tem 32,84 km² de área e sua população em 2019 foi estimada em 287 habitantes.